# Nowy Dwór (rejon święciański)
Nowy Dwór – dawny zaścianek. Obecnie część Perweniszek na Litwie, w okręgu wileńskim, w rejonie święciańskim, w gminie Nowe Święciany.
Dawniej używana nazwa – Perweniszki III.

## Historia
W czasach zaborów zaścianek w gminie Zabłociszki, w powiecie święciańskim, w guberni wileńskiej Imperium Rosyjskiego. W 1905 roku liczył 5 mieszkańców, 100 dziesięcin, własność Maczulisa.
W dwudziestoleciu międzywojennym zaścianek leżał w Polsce, w województwie wileńskim, w powiecie święciańskim, w gminie Kołtyniany.
W 1931 w 1 domu zamieszkiwało 7 osób.
Od 1945 roku w Litewskiej Socjalistycznej Republice Radzieckiej.
Od 1990 na niepodległej Litwie.